# Egmont von Reitzenstein
Egmont Heinrich Wilhelm Friedrich Abraham Freiherr von Reitzenstein (* 16. November 1819 in Magdeburg; † 16. August 1900 in Charlottenburg) war ein preußischer Generalmajor.

## Leben

### Herkunft
Egmond entstammt der Linie Haus Unter-Schwarzenstein der uradeligen fränkischen Familie Reitzenstein. Er war ein Sohn des preußischen Generalmajors Karl von Reitzenstein (1793–1846) und dessen Ehefrau Albertine, geborene Gräfin von Chasôt (1801–1868) aus dem Hause Neu Königsborn.

### Militärkarriere
Reitzenstein besuchte das Kadettenhaus in Berlin und wurde anschließend Anfang August 1837 als Sekondeleutnant dem 10. Husaren-Regiment der Preußischen Armee überwiesen. Zu Ausbildungszwecken war er ab September 1843 für ein Jahr zur Lehr-Eskadron kommandiert. Kurzzeitig war Reitzenstein 1849 für ein halbes Jahr als stellvertretender Adjutant der 7. Kavallerie-Brigade in Magdeburg kommandiert. Von Ende Februar 1851 bis Ende September 1852 war er Eskadronführer beim II. Bataillon im 27. Landwehr-Regiment, stieg zwischenzeitlich zum Premierleutnant auf und fungierte in gleicher Funktion vom 12. April 1853 bis zum 24. September 1857 bei 10. Landwehr-Husaren-Regiment. Daran schloss sich eine Verwendung als Rittmeister und Eskadronchef in seinem Stammregiment an. Nach der Beförderung zum Major wurde Reitzenstein am 17. Oktober 1864 als etatsmäßiger Stabsoffizier in das Thüringische Husaren-Regiment Nr. 12 nach Merseburg versetzt. In dieser Stellung nahm er 1866 während des Krieges gegen Österreich an der Schlacht bei Königgrätz sowie dem Gefecht bei Blumenau teil und wurde mit dem Roten Adlerorden IV. Klasse mit Schwertern ausgezeichnet.
Unter Stellung à la suite beauftragte man Reitzenstein am 13. Juni 1867 zunächst mit der Führung des Westfälischen Ulanen-Regiments Nr. 5 und ernannte ihn zwei Monate später zum Regimentskommandeur. In dieser Stellung stieg er bis Ende Juli 1870 zum Oberst auf. Reitzenstein führte sein Regiment 1870/71 während des Krieges gegen Frankreich in den Schlachten bei Colombey, Gravelotte, Noisseville, Hallue, Bapaume und Saint-Quentin sowie bei der Belagerung von Péronne und der Einschließung von Metz. Ausgezeichnet mit beiden Klassen des Eisernen Kreuzes wurde er am 16. Oktober 1873 zum Kommandeur der 1. Kavallerie-Brigade in Königsberg ernannt und am 27. Oktober 1874 zum Generalmajor befördert. Unter Verleihung des Roten Adlerordens II. Klasse mit Eichenlaub und Schwertern am Ringe stellte man Reitzenstein am 11. November 1875 mit der gesetzlichen Pension zur Disposition.
Nach seiner Verabschiedung verlieh Kaiser Wilhelm II. ihm 1896 anlässlich des 25. Jahrestages der Schlacht von Saint-Quentin den Kronenorden II. Klasse mit Stern.

### Familie
Reitzenstein verheiratete sich am 31. Juli 1854 in Aschersleben mit Anna von Sack (1828–1910). Aus der Ehe ging die Tochter Gertrud (1855–1939) hervor, die am 10. November 1878 in Königsberg Arthur von Buddenbrock (1850–1929) heiratete. Er war Gutsbesitzer und Mitglied des Deutschen Reichstags.